# 등엔트로피 과정
등엔트로피 과정(isentropic process)은 열역학에서 엔트로피가 일정하게 유지되는 과정이다.
등엔트로피 과정은 가상적인 이상 과정이다. 단열과정에서 계의 마찰이 없고, 열전달이나 물질 전달이 없으며 과정이 추정상 가역이면 등엔트로피 과정이 된다.

## 같이 보기
- 기체 법칙
- 단열과정
- 등엔탈피 과정
- 다방과정